# Jeux du Commonwealth britannique de 1970
Navigation
Édition précédente Édition suivante
Les IXe Jeux du Commonwealth se sont déroulés pour la première fois en Écosse à Édimbourg du 16 juillet au 25 juillet 1970. Il s'agit des premiers jeux sous l’appellation : Jeux du Commonwealth britannique. Le système métrique est adopté au détriment du système de mesure anglo-saxon.

## Tableau des médailles
- Pays hôte

| Rang  | Nation                          | Or  | Argent | Bronze | Total |
| ----- | ------------------------------- | --- | ------ | ------ | ----- |
| 1     | Australie                       | 36  | 24     | 22     | 82    |
| 2     | Angleterre                      | 27  | 25     | 32     | 84    |
| 3     | Canada                          | 18  | 24     | 24     | 66    |
| 4     | Écosse                          | 6   | 8      | 11     | 25    |
| 5     | Kenya                           | 5   | 3      | 6      | 14    |
| 6     | Inde                            | 5   | 3      | 4      | 12    |
| 7     | Pakistan                        | 4   | 3      | 2      | 9     |
| 8     | Jamaïque                        | 4   | 2      | 1      | 7     |
| 9     | Ouganda                         | 3   | 3      | 1      | 7     |
| 10    | Irlande du Nord                 | 3   | 1      | 5      | 9     |
| 11    | Nouvelle-Zélande                | 2   | 6      | 6      | 14    |
| 12    | Pays de Galles                  | 2   | 6      | 4      | 12    |
| 13    | Ghana                           | 2   | 3      | 2      | 7     |
| 14    | Nigeria                         | 2   | 0      | 0      | 2     |
| 15    | Malaisie                        | 1   | 1      | 1      | 3     |
| 16    | Hong Kong                       | 1   | 0      | 0      | 1     |
| 17    | Trinité-et-Tobago               | 0   | 4      | 3      | 7     |
| 18    | Zambie                          | 0   | 2      | 2      | 4     |
| 19    | Singapour                       | 0   | 1      | 1      | 2     |
| 20    | Barbade                         | 0   | 1      | 0      | 1     |
| 20    | Tanzanie                        | 0   | 1      | 0      | 1     |
| 22    | Fidji                           | 0   | 0      | 1      | 1     |
| 22    | Gambie                          | 0   | 0      | 1      | 1     |
| 22    | Guyana                          | 0   | 0      | 1      | 1     |
| 22    | Île de Man                      | 0   | 0      | 1      | 1     |
| 22    | Malawi                          | 0   | 0      | 1      | 1     |
| 22    | Saint-Vincent-et-les-Grenadines | 0   | 0      | 1      | 1     |
| Total | Total                           | 121 | 121    | 133    | 375   |

## Pays participant
| - Antigua-et-Barbuda - Australie - Bahamas - Barbade - Bermudes - Canada - Ceylan - Dominique - Angleterre - Fidji - Ghana | - Gibraltar - Grenade - Guernesey - Guyana - Hong Kong - Inde - Île de Man - Jamaïque - Jersey - Kenya - Malawi | - Malaisie - Malte - Maurice - Nigeria - Nouvelle-Zélande - Irlande du Nord - Pakistan - Papouasie-Nouvelle-Guinée - Sainte-Lucie - Saint-Vincent-et-les-Grenadines - Écosse | - Sierra Leone - Singapour - Swaziland - Tanzanie - Gambie - Trinité-et-Tobago - Ouganda - Pays de Galles - Zambie | Pays participants |

## Épreuves
| - Athlétisme - Badminton - Boulingrin - Boxe - Cyclisme | - Escrime - Haltérophilie - Lutte - Natation - Plongeon |